# De Grondwet
De Grondwet was een Belgische liberale Antwerpse krant.

## Geschiedenis
Op 5 september 1857 verscheen de eerste editie van het dagblad. De krant wou initieel een brug vormen tussen enerzijds de Liberale Partij en anderzijds de Vlaamse Beweging. In februari 1860 kwam het echter tot een breuk met de liberale kiesvereniging, nadat Charles Rogier verklaard had dat er geen Vlaamse grieven meer bestonden. Vervolgens werd het dagblad een belangrijke wegbereider van de Meetingpartij.
In 1864 kwam het tot een breuk tussen hoofdredacteur Jan Van Rijswijck en de Meetingpartij. Op 4 februari 1865 ging het dagblad vervolgens op in De Koophandel.

## Bekende (ex-)medewerkers
- Paul Billiet
- Frans De Cort[1]

- Rik Groesser
- Jan Van Rijswijck